# 鼻植羽瘿螨属
鼻植羽瘿螨属（学名：Rhinophytoptus）为大嘴瘿螨科的一个属。

## 下级分类
本属包括以下物种：
- 葡蟠鼻植羽瘿螨 Rhinophytoptus broussonetiae Kuang
- 扁担杆鼻植羽瘿螨 Rhinophytoptus grewiae [1]
- 珍珠梅鼻植羽瘿螨 Rhinophytoptus sorbariae Kuang et Hong [2]
- 厦门鼻植羽瘿螨 Rhinophytoptus xiamenensis Kuang